# 哲学者の道
哲学者の道（てつがくしゃのみち、独: Philosophenweg, 英: Philosophers' Way）は、ドイツのバーデン＝ヴュルテンベルク州のハイデルベルクにある道である。哲学の道とも呼ばれる。

## 概要
道の名称は、多くの哲学者や詩人、大学教授や学生らが散策し、瞑想や思索にふけったことに由来するとされる。この道を散策した詩人には、ヨハン・ヴォルフガング・フォン・ゲーテの他に、フリードリヒ・ヘルダーリンやヨーゼフ・フォン・アイヒェンドルフがいる。

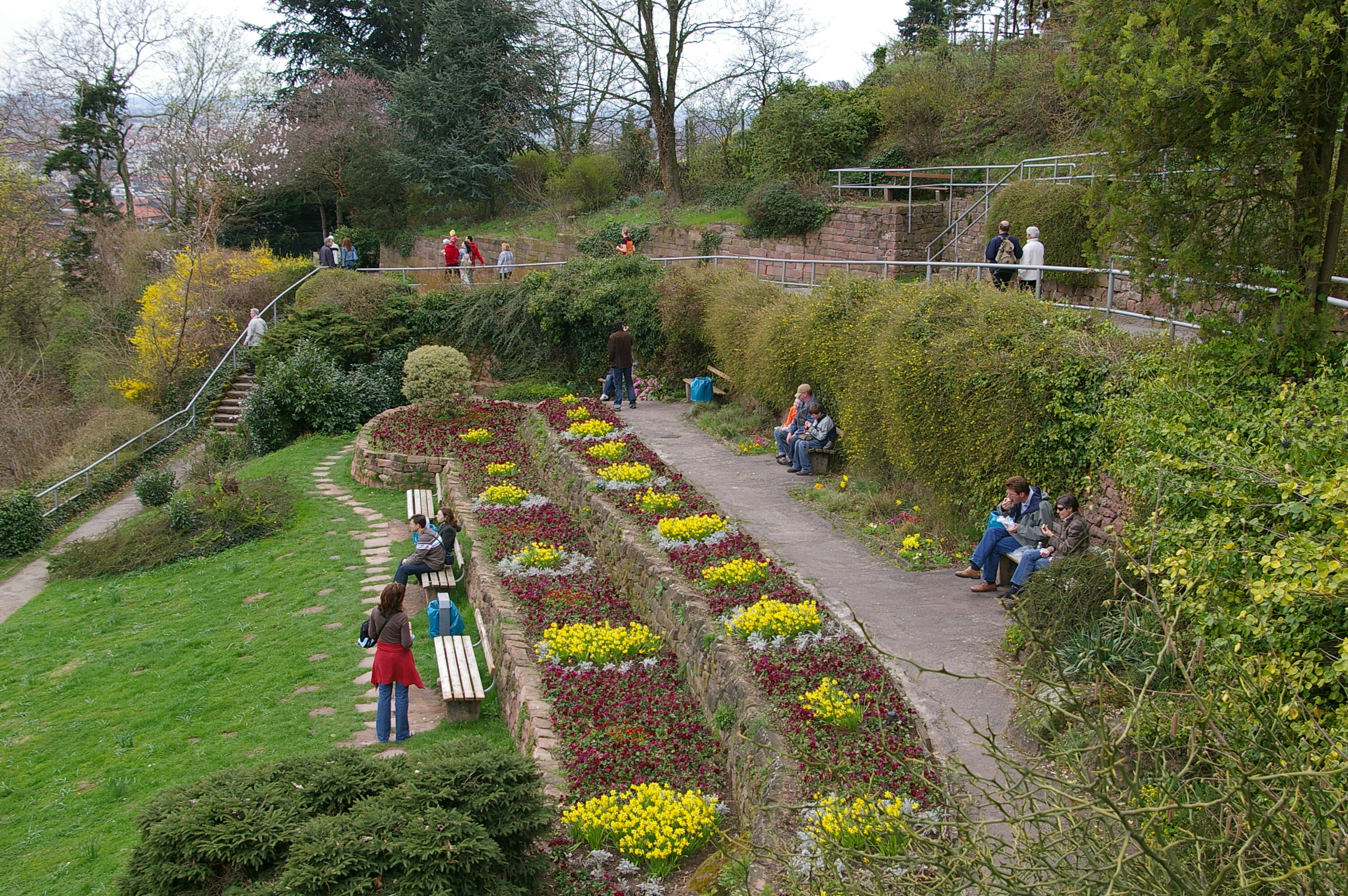
庭園

道は、高台の斜面にあり、ネッカー川とほぼ平行する形で、東西に伸びている。高台にあることから、景色が良いところまで行くために坂道・階段を多く登らなければならないが、全く軽装で対応可能である。ネッカー川の他に、対岸にあるハイデルベルク城や旧市街、アルテ・ブリュッケなどを望むことができる。
道は、17世紀や18世紀には Linsenbühlerweg と呼ばれており、道の両側にはぶどうの畑が広がっていた。道の中央部には、哲学者の庭 (Philosophengärtchen) と呼ばれる庭園があり、レモン、竹や松、イトスギ、ポルトガルのチェリーなどの様々な植物がみられる。

## 周辺・アクセス

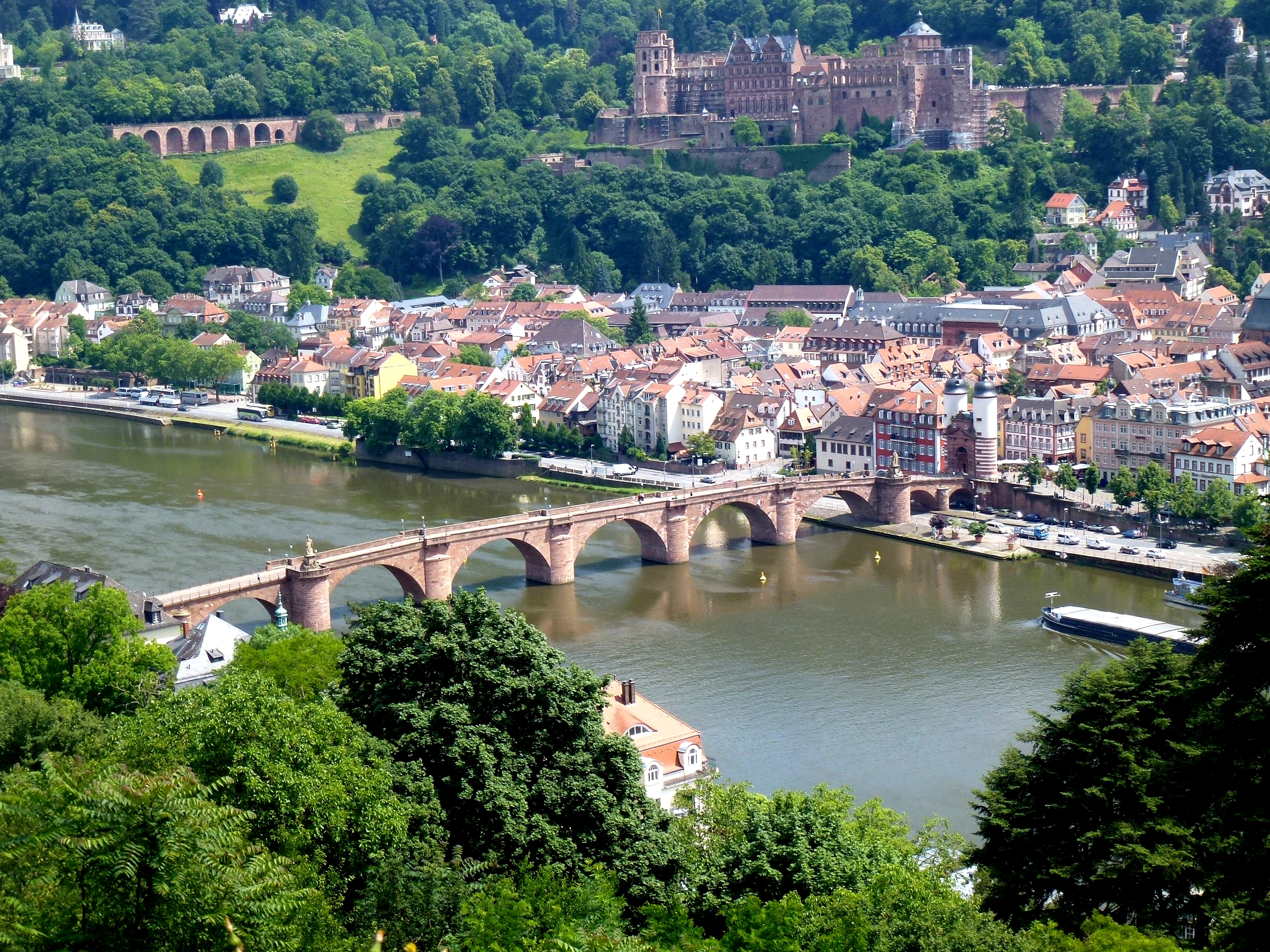
道からの眺め

ハイデルベルク中央駅からアルテ・ブリュッケまでバスが運行されており、その橋の北側にある、曲がりくねった急な坂道、シュランゲン小道 (de:Schlangenweg (Heidelberg)) を上ると、哲学者の道の東端に行き着く。哲学者の道の北側には、Oberer Philosophenweg が伸びている。

哲学者の道の西端へは、ビスマルク広場 (de:Bismarckplatz (Heidelberg)) の近くのテオドール＝ホイス橋 (de:Theodor-Heuss-Brücke (Heidelberg)) から行くことができる。西側から入って最初の曲がり角に、ハイデルベルク大学物理学研究所がある。哲学者の道は、ネッカータール＝オーデンヴァルト自然公園 (de:Naturpark Neckartal-Odenwald) の園域に含まれる。